# IPad mini
iPad mini é o primeiro tablet alternativo ao iPad desenvolvido pela Apple Inc., apresentada pela primeira vez no dia 23 de outubro de 2012 no Apple Special Event October 2012, o iPad mini de primeira geração. Possui as mesmas características físicas da sua versão maior.

## Repercussão
Desde a época de Steve Jobs sob comando da Apple, já especulava-se uma versão menor do tablet, que foi totalmente descartada pelo co-fundador. Depois de um recesso sobre o possível lançamento do produto, foi oficialmente anunciado na Apple Special Event October 2012.
Também gerou certa polêmica o fato do iPad mini ter sido lançado sem a tela Retina, que sempre foi um diferencial da empresa ao divulgar os seus produtos. A explicação foi que sua bateria não poderia suportar a resolução de tela maior da fabricada. 
Em 22 de outubro de 2013, foi anunciado o iPad mini 2, ao qual incluiu a tela Retina, além de igualar seu hardware, assim então seu desempenho, ao iPad Air e iPhone 5s. Já a terceira geração do tablet lançada em 22 de outubro de 2014, o iPad mini 3, trouxe apenas o recurso Touch ID de diferença ao seu antecessor, mantendo o mesmo design e as mesmas configurações de hardware. O iPad mini 4 foi lançado em 9 de setembro de 2015. O iPad mini de quinta geração, lançado em 18 de março de 2019, contava com suporte para Apple Pencil (1ª geração) e Bluetooth 5.0, o modelo foi o último da linha a contar com o tradicional botão de início (home).
O iPad mini de sexta geração foi lançado em 24 de setembro de 2021 e conta com uma tela de 8.3 polegadas, conexão 5G, conector USB-C e suporte para a Apple Pencil de segunda geração.